# 블리자드 엔터테인먼트
블리자드 엔터테인먼트(영어: Blizzard Entertainment, Inc.)는 미국의 비디오 게임 개발사이다.
1991년 2월 8일 최초 설립 시에는 실리콘 & 시냅스 (Silicon & Synapse)라는 이름으로, 마이클 모하임과 앨런 애드햄, 프랭크 피어스 3인의 UCLA 출신자들이 모여 회사를 세웠다. 캘리포니아 어바인 지역에 기반을 두고 있으며, 설립 당시에는 타 게임 개발 스튜디오를 위해 게임 포트 개발을 하는 일에 주력했으나, 1993년부터 직접 게임을 개발하기 시작했다. 이 무렵 개발한 게임으로는 락앤롤 레이싱(Rock n’ Roll Racing)과 길 잃은 바이킹(The Lost Viking) 등이 있다. 1994년에 블리자드 엔터테인먼트로 사명을 변경한 후 데이비드슨 & 어소시에이츠(Davidson & Associates)의 자회사가 되었고 후에 비벤디(Vivendi)로 옮겨가게 되었다. 그 후 얼마 지나지 않아 최초의 히트작인 워크래프트: 오크와 인간을 발표했다. 이후로도 워크래프트, 스타크래프트, 디아블로 시리즈와 MMORPG 월드 오브 워크래프트 등의 히트작을 발표하였다. 가장 최근 출시된 작품은 디아블로 3, 월드 오브 워크래프트의 5번째 확장팩 드레노어의 전쟁군주, 하스스톤, 오버워치 등이 출시 전에 베타테스트가 진행되었다.
2015년 11월 7일, 오버워치의 예약 구매가 시작되었다. 오리진 에디션의 예약 판매 또한 동시에 시작되었다. 2016년 5월 21일부터 22일까지는 전 세계 동시 발매를 앞두고 대한민국 부산광역시 벡스코에서 오버워치 페스티벌을 개최하였다.
2008년 7월 9일, 비벤디 게임즈와 액티비젼의 합병으로 액티비젼 블리자드가 되었다. 2013년 7월 25일 액티비젼 블리자드는 429백만 주를 비벤디로부터 구매하면서 독립회사로 자리잡게 되었다. 블리자드 엔터테인먼트는 미국 캘리포니아에서 개최되는 블리즈컨과 프랑스 파리, 대한민국 서울 등 세계 각지에서 개최되는 블리자드 월드와이드 인비테이셔널을 통해 게이머들과 소통하고 새로운 게임을 발표하는 자리를 갖는다.
1998년부터는 배틀넷의 강력한 지원과 꾸준한 버전업으로 크게 성공했다. 대한민국에서는 스타크래프트로 유례없이 오랫동안 사랑받는 회사이기도 하다. 1994년 11월 워크래프트: 오크와 인간을 발표한 것을 시작으로, 블리자드 엔터테인먼트는 세계에서 가장 성공한 게임 스튜디오중 하나로 급부상 하였다. 재미 있고 완성도 높은 게임으로 많은 사람들에게 인기를 얻고 있으며, 제작한 게임들 중 다수가 베스트 셀러가 되었다. 특히 그중에서 워크래프트 시리즈로 전 세계 MMORPG 시장에서 부동의 1위를 차지하고 있다.

## 역사
블리자드 엔터테인먼트는 마이클 모하임, 앨런 애드햄, 프랭크 피어스가 UCLA를 학사 졸업하고 1년 후인 1991년 2월 8일 실리콘 & 시냅스라는 이름으로 설립되었다. 설립 초기에는 다른 게임 제작 스튜디오를 위한 게임 포트 제작에 주력했다. 당시 개발된 포트가 사용된 게임은 J.R.R. Tolkien's The Lord of the Rings, Vol. I and Battle Chess II: Chinese Chess 등이 있다. 1993년 락앤롤 레이싱과 길 잃은 바이킹 등의 게임을 개발하여 인터플레이 프로덕션을 통해 판매했다. 1994년 초 데이비드슨 앤 어소시에이츠가 675만 달러에 블리자드를 구매했다. 같은 해 사명을 카오스 스튜디오로 변경하였으나 같은 이름을 사용하는 회사가 이미 존재하는 것을 알고 블리자드 엔터테인먼트로 다시 변경하여 현재에 이르고 있다. 오래 지나지 않아 블리자드는 첫 히트작 워크래프트를 발표했다.
블리자드는 이후 여러 회사를 옮겨다녔다. 데이비존슨은 1996년 시에라 온라인과 함께 CUP 인터네셔널에 매각되었고, 이후 CUC는 호텔, 부동산, 자동차 렌탈 프랜차이즈 등을 경영하는 HFS사와 합병하여 1997년 센던트라는 기업을 설립했다. 1998년 CUC가 합병하기 전 회계 조작에 관여한 것으로 들어나 센던트의 주가가 6개월 간의 법정 소송기간을 거치는 동안 20% 수준으로 폭락하였다. 결국 1998년 CUC는 소프트웨어 업체인 시에라 온라인을 매각하였다. 당시 시에라 온라인은 블리자드와 프랑스 공급업체 하바스를 포함하고 있었다. 같은 해 비벤디가 하바스를 구입하면서 블리자드는 비벤디 그룹의 비벤디 게임즈 소속이 되었다. 2008년 7월 비벤디 게임즈가 액티비전과 합병하면서 블리자드의 이름을 사용하여 액티비전 블리자드가 되었다.
1996년 블리자드는 함께 디아블로를 개발하던 콘도르 게임즈를 구매하였다. 콘도르는 블리자드 노스로 이름을 바꾸어 디아블로, 디아블로2 및 확장팩 파괴의 군주를 개발하였다. 블리자드 노스는 캘리포니아 레드우드 시티에 있었으나 현재는 캘리포니아 산 마테오에 위치하고 있다.
블리자드는 1997년 1월 액션 RPG게임 디아블로를 발표하면서 온라인 게임 서비스인 베틀넷(Battlenet)을 처음 선보였다. 2002년 인터플레이 엔터테인먼트로부터 실리콘 & 시냅스로 활동하던 당시 개발한 게임 3편의 저작권을 구매하여 GBA 타이틀로 재발매하였다. 2004년 블리자드는 파리 교외 이벨린 벨지 지역에 유럽 지사를 설립했다. 현재 유럽지사에서는 월드 오브 워크래프트의 유럽 지역 서비스를 담당하고 있다. 2004년 11월 23일 블리자드는 첫 MMORPG 월드오브 워크래프트를 발표하였다. 2005년 5월 16일 스타크래프트: 고스트를 개발 중이던 스윈징 에이프스 스튜디오를 인수하였다. 이후 스윈징 에이프스는 스타크래프트: 고스트가 무기한 연기되면서 다른 게임 개발에 참여하게 되었다. 2005년 8월 1일 UC 어바인 대학의 연구 부지에 있던 블리자드 본사로 블리자드 노스를 이전하였다. 2008년에는 본사를 캘리포니아 어바인 16214 앨턴 파크웨이로 이전하였다.
월드 오브 워크래프트는 1994년 발매된 워크래프트 이후 워크래프트 세계관을 공유하는 4번째 게임으로 2001년 9월 2일에 처음 발표되었다. 이후 워크래프트 프랜차이즈 발표 10주년인 2004년 11월 23일 첫 서비스를 시작했다.
월드 오브 워크래프트의 첫 확장팩인 불타는 성전은 2007년 1월 17일 발매되었다. 두 번째 확장팩 리치왕의 분노는 2008년 11월 13일, 세 번째 확장팩인 대격변은 2010년 6월 말 CBT를 끝내고 2010년 12월 7일 일반 서비스를 시작했다.
2010년 10월 천만명 이상의 플레이어가 집계되면서 월드 오브 워크래프트는 현재 세계에서 가장 많은 사람이 플레이하는 MMORPG이며, 현재 가장 인기있는 MMORPG로 기네스 기록을 보유하고 있다. 2008년 4월 월드 오브 워크래프트는 전체 MMORPG를 플레이하는 인구의 62퍼센트가 플레이하고 있는 것으로 파악되었다. 2008년 테크놀로지 앤 엔지니어링 에미 어워드 59회 시상식에서 월드 오브 워크래프트를 개발한 것에 대한 공로를 인정받았으며, 수상은 마이클 모하임이 했다.
인터넷 사이트 게이머수트라(Gamasutra)가 2012년 2월 발표한 바에 따르면 블리자드 엔터테인먼트는 “회사에 필요한 변화를 표방하기 위해”라고 CEO이자 공동설립자인 마이크 모하임의 말과 함께 600명 가량의 직원을 해고하였다. 블리자드는 텍사스 오스틴 등 세계 각지에 지사를 가지고 있으며, 2012년 기준 11개 도시에 걸쳐 약 4,700명의 직원을 고용하고 있으며 그중 약 1700명이 캘리포니아 어바인의 본사에서 근무하고 있다.

## 타이틀
- 길 잃은 바이킹(1992년)
- 락앤롤 레이싱(1993년 6월 4일)
- 블랙쏜(1994년)
- 슈퍼맨의 죽음과 귀환(1994년)
- 워크래프트: 오크와 인간(1994년)
- 저스티스 리그 태스크 포스(1995년)
- 길 잃은 바이킹 2(1995년)
- 워크래프트 II: 어둠의 물결(1995년)
- 워크래프트 II: 어둠의 저편 (1996년)
- 디아블로 (1997년)
- 스타크래프트(1998년)
- 스타크래프트: 브루드 워(1998년)
- 디아블로 II(2000년)
- 디아블로 II: 파괴의 군주(2001년)
- 워크래프트 III: 혼돈의 시대(2002년)
- 워크래프트 III: 얼어붙은 왕좌(2003년)
- 월드 오브 워크래프트(2004년)
- 월드 오브 워크래프트: 불타는 성전(2007년)
- 월드 오브 워크래프트: 리치 왕의 분노(2008년)
- 스타크래프트 II: 자유의 날개
- 월드 오브 워크래프트: 대격변
- 디아블로 III (2012년
- 월드 오브 워크래프트: 판다리아의 안개 (2012년 9월 27일)
- 스타크래프트 II: 군단의 심장 (2013년 3월 12일)
- 하스스톤: 워크래프트의 영웅들 (2014년 3월 13일)
- 디아블로 III: 영혼을 거두는 자 (2014년 3월 25일)
- 월드 오브 워크래프트: 드레노어의 전쟁군주 (2014년 11월 18일)
- 히어로즈 오브 더 스톰 (2015년 6월 3일)
- 스타크래프트 II: 공허의 유산 (2015년 11월 10일])
- 오버워치 (2016년 5월 24일)
- 월드 오브 워크래프트: 군단 (2016년 9월 1일)
- 스타크래프트 리마스터 (2017년 8월 14일)
- 월드 오브 워크래프트: 격전의 아제로스 (2018년 8월 16일]])
- 데스티니 가디언즈 (2018 9월 5일)
- 디아블로 II: 레저렉션 (2021년)

### 개발 중지 타이틀
여러 편의 미발매 게임 중 눈에 띄는 것은 1998년 5월 22일 개발 중지된 워크래프트 어드벤쳐: 부족장(Warcraft advantures: Lord of the Clans)과 ‘무기한 연기’된 산산조각난 국가(Shattered Nations), 2006년 3월 24일에는 스타크래프트: 고스트(Starcraft: Ghost)가 있다. 특히 산산조각난 국가(Shattered Nations)는 무기한 연기에서 개발이 중지되었는데 대신에 스타크래프트의 종족 테란으로 추가된것이다. 스타크래프트 고스트의 연기 사유는 개발 기간이 너무 길어 비용 문제를 감당하기 힘들었던 것으로 알려져 있으며 현재 상태는 불명이다. 그 밖에도 블리자드는 출시일을 자주 연기하는 것으로 유명하다. 게임의 완성도를 높이기 위해 최초 발표한 출시일을 지키지 않는 경우가 비일비재하며, “다 만들어졌을 때 끝난 것이다”라는 말을 남기기도 했다.
팍스 임페리아2는 본래 블리자드에서 출시하기로 한 게임이었으나 당시 개발 중이던 다른 우주 전략 게임과 경쟁작이 되는 것을 우려, 결국 발매를 포기했다. 당시 개발 중이던 게임은 스타크래프트로 알려져있다. 결국 THQ가 헬리오트로프와 계약하여 1997년 팍스 임페리아: 에미넌트 도메인이라는 이름으로 발매하였다.

### 워든 클라이언트
블리자드는 워든 클라이언트라는 독특한 소프트웨어를 사용한다. 워든 클라이언트는 디아블로나 월드 오브 워크래프트 같은 게임에 탑재되어 있으며, 게임 사용 동의서에 블리자드 게임을 플레이하는 동안 워든 클라이언트가 RAM 스캔을 할 수 있다라는 항목이 포함되어 있다.
워든 클라이언트는 가동 중인 프로세스의 코드 일부를 스캔하여 사용 금지된 프로그램이 작동 중인지 확인하는 역할을 한다. 이를 위해 워든 클라이언트는 해시 값을 스캔하여 알려진 금지 프로그램의 해시 값과 비교하여 일치하는 부분을 찾도록 프로그램 되어있다. 한 때 워든 클라이언트가 리눅스에서 윈도용 게임프로그램을 구동하는 세데가(Cedega) 프로그램을 금지 프로그램으로 인식하는 장애가 발생하여 신뢰성이 도마에 오르기도 했다. 이에 블리자드는 성명을 통해 모든 장애를 해결했으며 정지된 계정을 복구하고 20일 서비스를 추가했다고 발표했다. 워든 클라이언트는 블리자드 게임 뿐만 아니라 모든 프로세스를 검사하며 이 과정에서 개인정보를 포착할 가능성도 있다. 때문에 개인 정보 유출 문제로 스파이웨어가 아닌가 하는 논란도 있다.

## 블리자드 코리아
블리자드 코리아는 블리자드 계열의 회사로서 주로 블리자드 사의 제품의 대한민국에서의 유통을 담당하는 회사이다. 2005년 대한민국에서 월드 오브 워크래프트의 정식 서비스를 앞두고 블리자드 엔터테인먼트가 직접 관리를 하기 위해 2004년 11월 2004년 11월에 블리자드가 최초로 설립한 해외 지사로 블리자드 코리아를 설립하였다. 주로 대한민국에서 블리자드 제품의 유통이나 서비스 관련 업무를 하고 있다. 정식 명칭은 블리자드 엔터테인먼트 코리아 또는 블리자드 엔터테인먼트 유한회사이다.

## 스폰서
- 2011 블리자드 컵 - 자체로 스폰서를 진행하였다.
- 2012 글로벌 스타크래프트 II 리그 블리자드 컵 - 1년후 또 다시 자체로 진행하였다.

## 법적 분쟁

### 스타크래프트 개인 정보 관련 소송
1998년 변호사 도날드 P. 드리스콜이 캘리포니아 소비자 단체인 인터벤션을 대변하여 사용자의 동의 없이 개인 컴퓨터로부터 개인 정보를 수집하는 등의 불법 행위로 블리자드를 고소하였다.

### 프리크래프트
2003년 6월 20일, 블리자드는 프리크래프트라는 이름의 오픈소스 워크래프트 클론 프로그램을 저작권 침해 명목으로 사용 중지 요청했다. 프리크래프트는 개인 제작 프로그램으로 워크래프트2와 동일한 게임 플레이와 캐릭터를 제공하지만 그래픽과 음악을 수정한 프로그램으로, 워크래프트 2 CD만 있다면 프리크래프트를 통해 워크래프트2의 그래픽을 사용할 수 있었다. 제작자는 별다른 대응을 보이지 않고 사이트를 폐쇄했으나, 얼마 지나지 않아 스트라타거스 라는 이름으로 같은 프로그램을 제작했다.

### 월드 오브 워크래프트 사설 서버
2008년 12월 5일, 블리자드는 월드 오브 워크래프트 사용자가 많은 사설 서버 운영자들에게 운영 정지를 요청했다. 사설 서버는 블리자드가 제공하는 월드 오브 워크래프트의 호스팅 서버를 약간 고친 것으로 무료로 운영되었다. 블리자드는 디지털 저작권법을 통해 많은 사설 서버를 폐쇄했다. 2008년 카오스 크루세이드라는 이름의 서버는 DMCA에 되기도 했다.

### 블리자드 vs 밸브
밸브에서 도타2 및 도타 올스타의 출시를 위해 ‘도타’ 상호에 대해 저작권을 신청하자 블리자드는 2010년 8월 밸브를 상대로 소송을 시작했다. 2011년 블리자드는 도타 올스타의 라이선스를 구매하였으나 소송에서는 패소하였다. 2011년 11월 블리자드는 개발자와의 라이선스 동의 내역과 현재 도타 올스타의 라이선스를 가지고 있는 점 등을 무기로 다시 한번 밸브와 법정에 섰지만 2012년 5월까지 이어진 법정 공방에서 패소했다. 당시 스타크래프트2: 군단의 심장의 유즈맵으로 개발 중이던 블리자드 올스타는 독립 타이틀로 다시 개발 중에 있으며 명칭은 히어로즈 오브 더 스톰으로 변경되었다.